# ميخائيل بينغهام
ميخائيل بينغهام (بالإنجليزية: Michael Bingham)‏ هو لاعب كرة قدم بريطاني في مركز حراسة المرمى، ولد في 21 مايو 1981 في ليلاند ‏ في المملكة المتحدة. لعب مع نادي مانسفيلد تاون.